# Simptom skor sistem u proceni donjeg urinarnog trakta
Simptom skor sistem u proceni donjeg urinarnog trakta је zvaničnа skalа simptoma određene bolesti ili poremećaja, kojim se na najlakši i najbrži način vrši skrining, postavlja dijagnoza, prati dinamika bolesti i predlaže adekvatna terapija. 

## Značaj
Sam simptom skor sistemi nema mogućnost potvrde ili isključena dijagnoze strikture uretre (npr kod benigne hiperplazije prostate (BPH)), ali s druge strane, zajedno urofloumetrija i skor sistemi zajedno mogu jednostavno i efikasno da se koriste npr. u praćenju pacijenta nakon operacije stenoze uretre.

## Vrste
U zvaničnoj kliničkoj praksi primenjuju se dva simptom skor sistema: 
- AUA-SI (American Urological Association Symptom Index) i
- IPSS (International Prostate Symptom Score).

Simptom skor sistem u proceni donjeg urinarnog trakta, razvijeni su pre svega za indeks simptoma kod benigne hiperplazije prostate (BPH). Oni su razvijen i potvrđen od strane multidisciplinarnog komiteta za merenje Američkog udruženja za urologiju (AUA),  da bi olakšala lekarima da shvate ozbiljnost simptoma uvećane prostate (BPH).
Pre donošenja preporuka za njegovu primenu srovedena su validacijska istraživanja koja su obuhvatila ukupno 210 pacijenata sa benignu hiperplaziju prostate (BPH) i 108 kontrolnih ispitanika.

### Izgled skor sistema
Skor pitanja
AUA-SI i IPSS skor sistem uključuje 7 pitanja, na koja pacijent treba da da odgovore:
1. Učestalost mokrenja  — koliko je često u proteklih mesec dana nakon manje od 2 sata po obavljenom mokrenju imao ponovni nagon na mokrenje?
2. Nokturinija (noćno mokrenje) —  koliko je često u proteklih mesec dana išao noću na mokrenje do jutarnjeg ustajanja iz postelje.
3. Nepotpuno pražnjenje mokraćne bešike — koliko je u proteklih mesec dana često imao osećaj da u potpunosti nije ispraznio bešiku nakon što je završio mokrenje?
4. Intermitencija (mokrenje sa prekidima) —  koliko je puta u proteklih mesec dana konstatovao da nakon što je zaustavio mokrenje ponovo počinje nekoliko puta da mokri?
5. Hitnost nakona za mokrenje — koliko je puta u proteklih mesec dana konstatovao da teško odlaže mokrenje?
6. Slab potok (mlaz) mokraće — koliko je u proteklih mesec dana često imao slab mlaz mokraće?
7. Naprezanje pri mokrenju — koliko je u proteklih mesec dana često morao na se napreže da bi počeo da mokri?

Ocena simproma (ozbilnosti BHP) na osnovu skora pojedinačno dobijenih odgovora
Svako pitanje koje se tiče urinarnih simptoma omogućava pacijentu da izabere jedan od 7 odgovora prema ozbiljnosti određenog simptoma, koji su u rasponu od 0 do 5. Ukupni broj bodova može da se kreće od 0 do 35 i označava:  
- 0 do 7 (blagi oblik),
- 8 do 19 (umeren oblik ),
- 20 do 35 (ozbiljan oblik)

Ovi skor sistemi su standardizovani, validni, međunarodno prihvaćeni i repoducibilni instrumenti u proceni simptoma donjeg urinarnog trakta (LUTS).
Kako je konačno utvrđeno, da je indeks bio osjetljiv na promene (sa preoperativnim rezultatima koji su se smanjivali sa 17,6 na 7,1 nakon 4 nedelje posle obavljene prostatektomije (p < 0,001), donet je zaključak da su: 
skor sistemi standardizovani, validni, međunarodno prihvaćeni i repoducibilni instrumenti u proceni simptoma donjeg urinarnog trakta...i kao takvi praktični za upotrebu u kliničkoj praksi i za uključivanje u istraživačke protokole.

## Dobre strane i nedostaci
Dobre strane simptom skor sistem
U proceni donjeg urinarnog trakta dobre strane skor sistema su:
- neinvazivnost,
- jednostavnost,
- mogućnosti kvatnifikacije i praćenja poremećaja i rezultata lečenja;

Nedostaci
Pored dobrih strana simptom skor sistem u proceni donjeg urinarnog trakta imaju i odrešene nedostatke, u koje spada pre svaga nedovoljna specifičnost:  
- Brojni poremećaji u donjem urinarnom traktu, kao što su upale, kalkulusi, maligniteti, strikture, daju slične tegobe, pa njihovo diferenciranje jednostavno nije moguće korišćenjem pomenutih simptom skor sistema.[3][4][5]
- Slično urofloumetriji, simptom skor sistemi mogu biti upotrebljeni u toku dijagnostike samo ukoliko su praćeni adekvatnim imidţing tehnikama.

## Spoljašnje veze
- „AUA Symptom Score Questionnaire” (PDF). Архивирано из оригинала (PDF) 10. 05. 2019. г. Приступљено 10. 05. 2019. (језик: енглески)

|  | Molimo Vas, obratite pažnju na važno upozorenje u vezi sa temama iz oblasti medicine (zdravlja). |